# Вете (город)

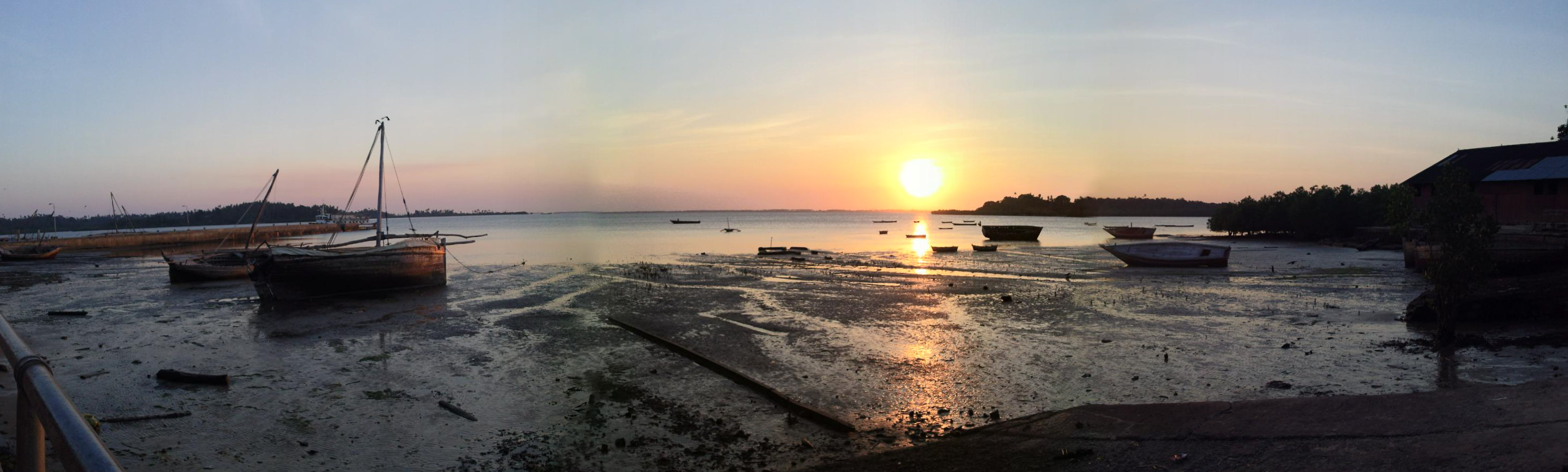

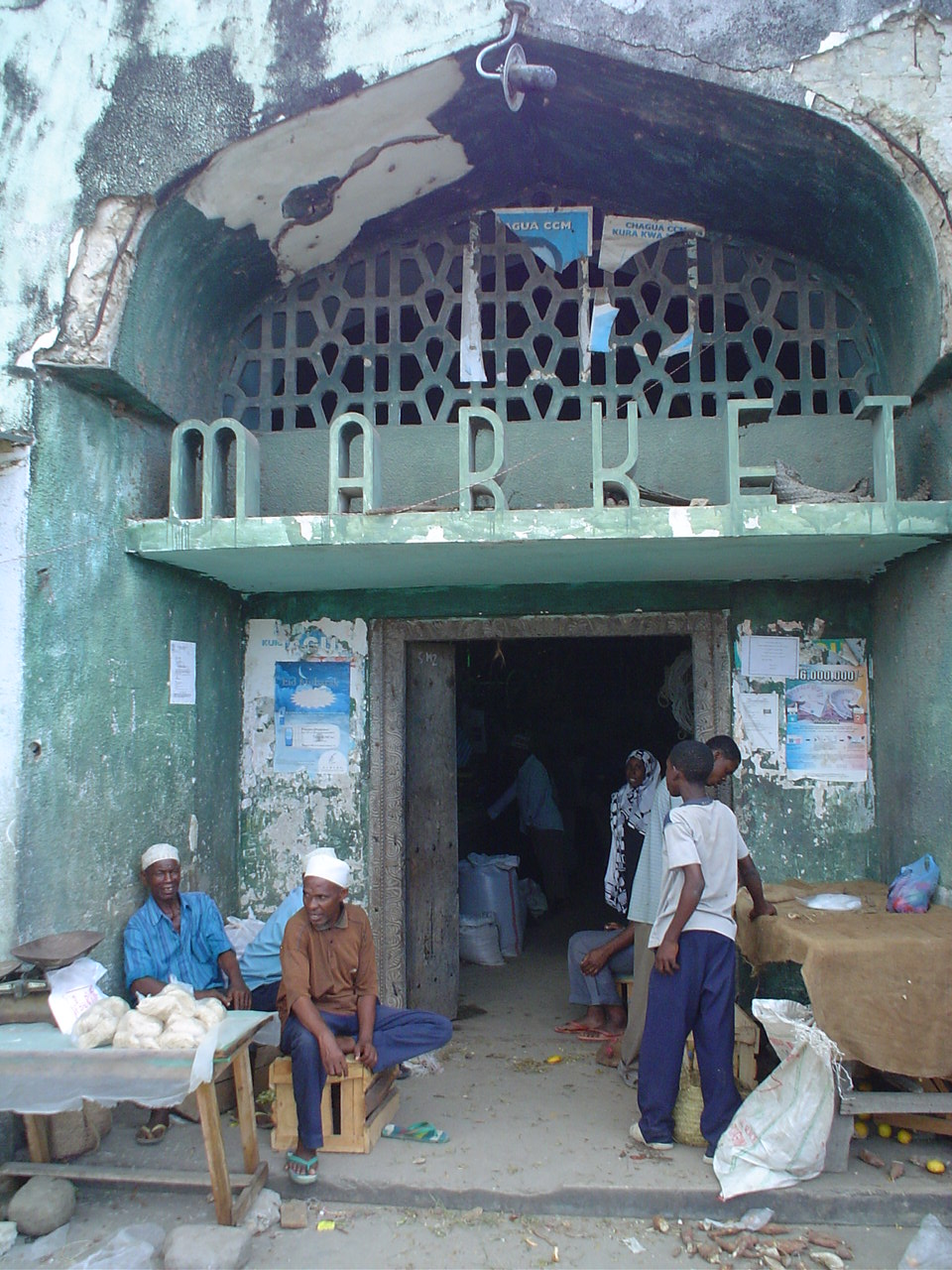

Вете, или Вети (англ. Wete) — город в Танзании, автономного Занзибара, расположенный в северо-западной части острова Пемба.
Административный центр региона Пемба Северная и одноименного округа в её составе. Второй по величине и важнейший административный центр на острове Пемба.
Находится примерно в 30 километрах к северу от Чаке-Чаке, неофициальной столицы острова. Резиденция ряда правительственных учреждений.
К юго-западу от гавани Вете, на расстоянии примерно 1 км, имеется небольшой остров Матамбве с руинами средневекового города.

## Население
Самый густонаселённый и второй по величине город на острове с населением 31872 человек (2012). Его население быстро растёт — с 19 196 человек в 1988 году, до 31872 жителей в 2012 году.

## Демография
| Год  | Численность жителей |
| ---- | ------------------- |
| 1978 | 12.874              |
| 1988 | 19.196              |
| 2002 | 24.983              |
| 2012 | 31.872              |

## Климат
Город расположен в зоне, характеризующейся муссонным климатом. Самый тёплый месяц — февраль со средней температурой 28,3 °C. Самый холодный месяц — июль, со средней температурой 23,3 °С.
Имеет автомобильное сообщение со всеми крупными населёнными пунктами острова. Существует организованный автобусный транспорт, который соединяет три основных города. Порт. Гавань Вете была главными морскими воротами Пембы, однако в последнее время её значение в основном взял на себя город-порт Мкоани.